# Кільмес
Кі́льмес (ісп. Quilmes) — місто в аргентинській провінції Буенос-Айрес. Адміністративний центр однойменного округу. Входить до складу міської агломерації Великий Буенос-Айрес.

## Історія
Наприкінці XVI ст. землі, де зараз знаходиться місто, належали компаньйонам Хуана де Ґарая: Хересу, Кіросу та Ісаррі.
З 1611 року ці землі входити до складу округу Магдалена, який простягався правим берегом річки Матанса-Ріачуело на південь і південний схід до Ріо-Саладо.
1666 року було засновано перше поселення на південному березі річки Матанса-Ріачуело під назвою Редуксьйон-де-ла-Ексальтасьйон-де-ла-Санта-Крус-де-лос-Індіос-Кільме (ісп. Reducción de la Exaltación de la Santa Cruz de los Indios Kilme — Місія Воздвиження Хреста Господнього індіанців Кільме). Основним населенням місії були індіанці кільме (200 сімей), вигнані іспанцями з їхніх поселень у долинах Кальчакі поблизу сучасного Тукуману. Їм Кільмес і завдячує своєю назвою.
У Кільмесі було збудовано каплицю Святого Хреста. Першим священиком міста став Феліпе Сантьяго де Сан Мартін.
До кінця XVIII ст. у Кільмесі селилися все нові й нові індіанські поселенці, але через хвороби, бідність і злочинність вони не жили довго. Так переписи населення Кільмеса відзначають такі дані:
- 1680 рік — 455 осіб
- 1690 рік — 361 осіб
- 1695 рік — 384 осіб
- 1720 рік — 141 осіб
- 1730 рік — 129 осіб.

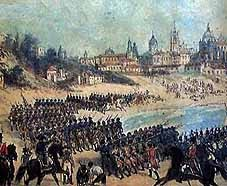
Англійське вторгнення до Кільмеса

1769 року округ Магдалена було поділено на три парафії, зокрема Кільмес. 1784 року було утворено округ Кільмес у межах колишньої парафії. До його складу увійшли 6 районів.
25 червня 1806 року на берегах Кільмеса висадився англійський генерал Вільям Карр Бересфорд на чолі війська з 1600 осіб з метою захопити Буенос-Айрес. 27 червня Буенос-Айрес був зданий англійцям, а 20 серпня відбитий назад.
14 серпня 1812 року було вирішено перенести місто на те місце, де воно знаходиться зараз. Перенесення було завершене 1818 року.
29 липня 1826 року у рамках аргентино-бразильської війни біля Кільмеса відбулася битва між ескадрами Аргентинської республіки під командуванням адмірала Брауна (15 кораблів) і Бразильської імперії під командуванням Джеймса Нортона (19 кораблів). Перемогли аргентинці.
1827 року у Кільмесі відкрилася перша початкова школа.
1852 року від округу Кільмес відокремився округ Барракас-аль-Суд, а 1861 — Ломас-де-Самора.

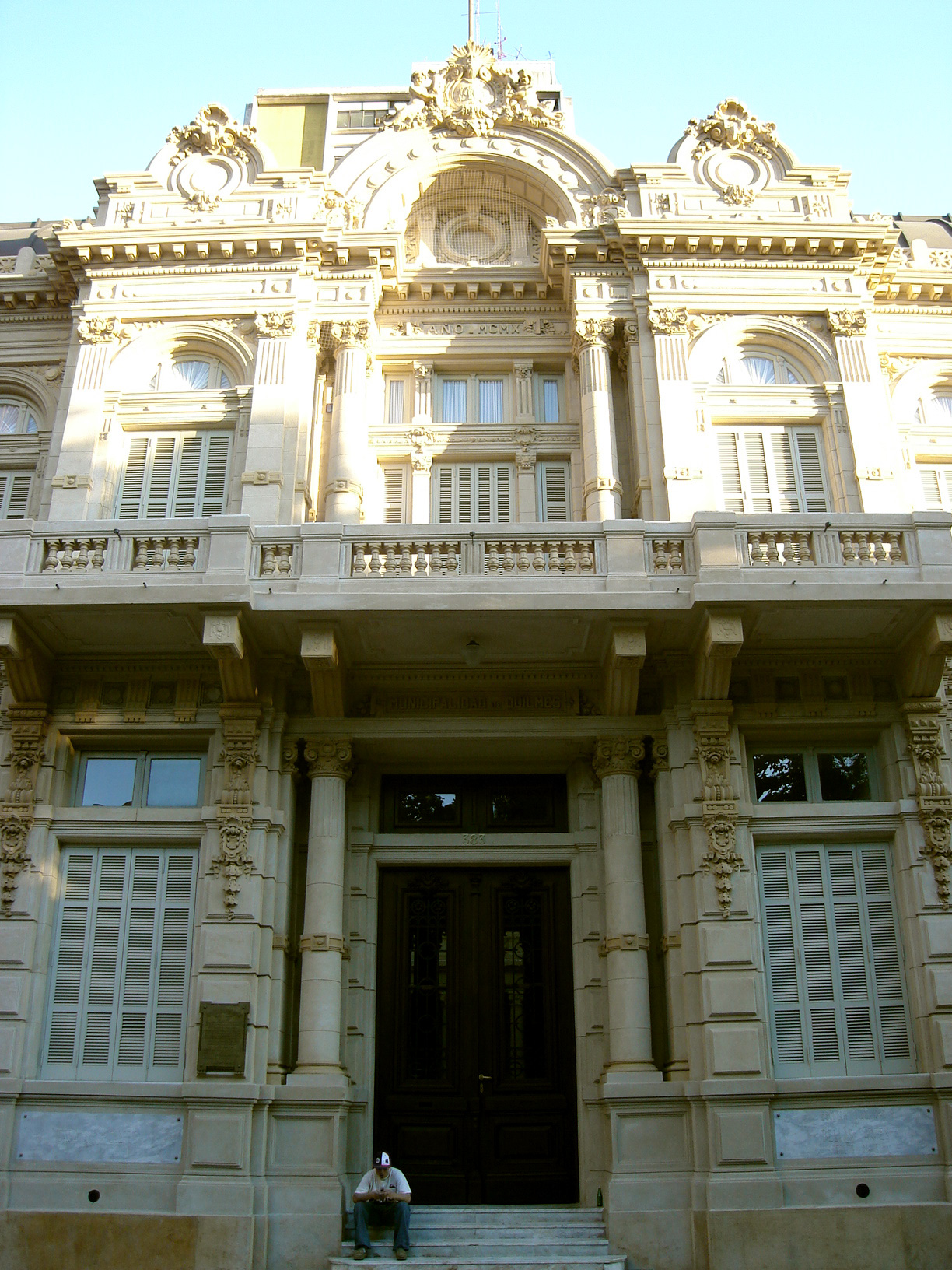
Муніципалітет

1855 року у місті відбулися перші вибори, а рік потому було утворено муніципалітет.
У 1850-тих роках у Кільмесі з'явилося вуличне освітлення.
18 квітня 1872 року до міста прийшла залізниця Буенос-Айреса, яка поєднала його з Ла-Бокою і Пуерто-де-Енсенада. Того ж року було відкрито першу публічну муніципальну бібліотеку.
1880 року місто стало одним з кандидатів на звання столиці провінції Буенос-Айрес.
1891 року від округу Кільмес відокремився округ Флоренсіо-Варела.
2 серпня 1916 року законом №3.627 Кільмес отримав статус міста. На той час воно мало понад 38 тисяч мешканців.
1948 року влада провінції Буенос-Айрес видала декрет, згідно з яким 15 округів, найближчих до столиці, отримали назву Великий Буенос-Айрес. До їх числа увійшов і Кільмес. На той час у місті налічувалося понад 700 підприємств і до нього переїжджала велика кількість робітників з провінційних регіонів Аргентини.
1960 року від округу Кільмес відокремився округ Берасатегі.
У часи військової диктатури 1976-1982 років Кільмес переживав кризу, багато фабрик були закриті.
1989 року було засновано Національний університет Кільмеса

## Економіка
Кільмес — важливий індустріальний центр. Основними підприємствами міста є броварня, заснована 1888 року Отто Бембергом, перегінні, текстильні і скляні заводи.

## Освіта

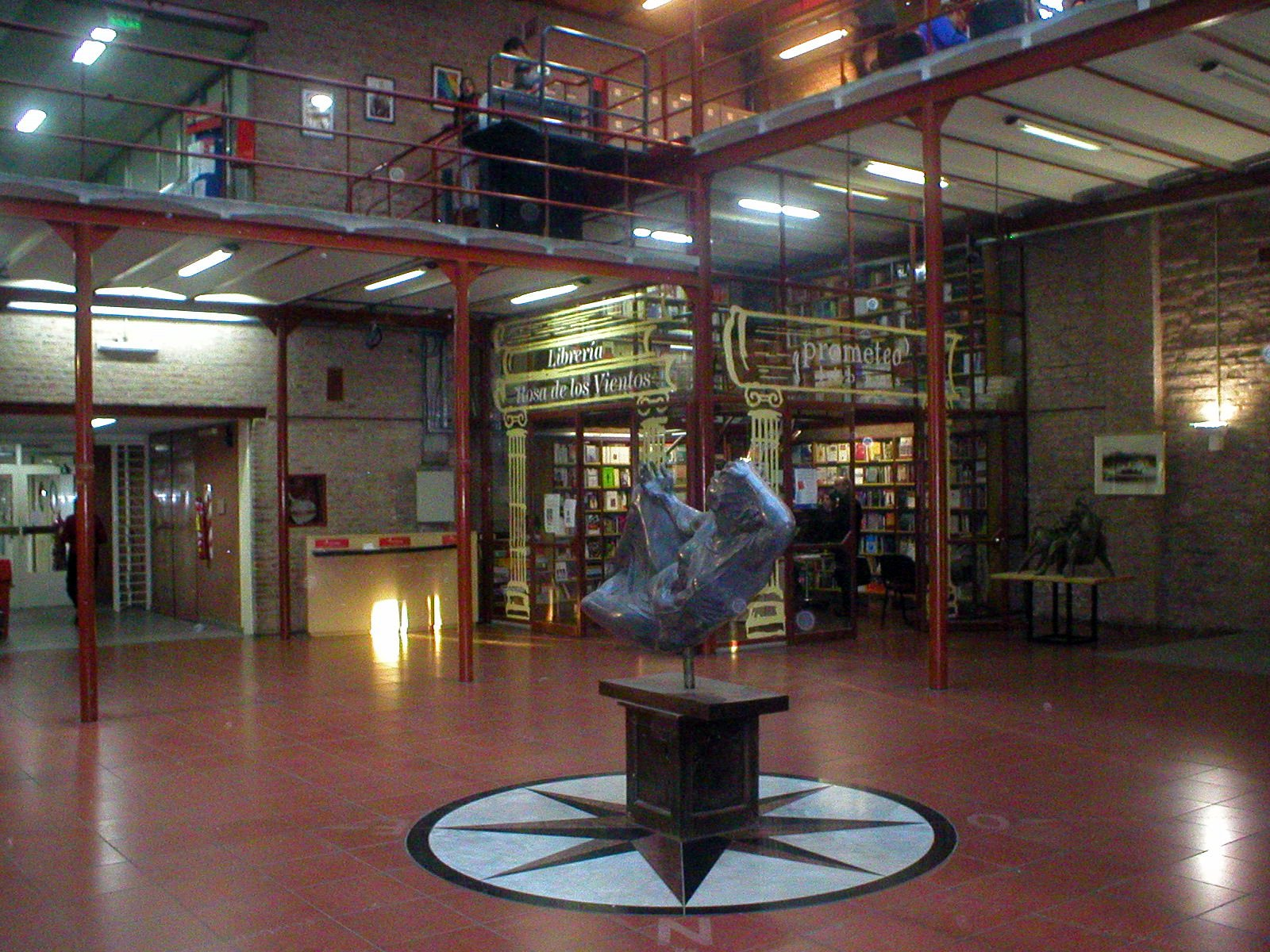
Хол Національного університету Кільмеса

У місті Кільмес діє достатня кількість освітніх закладів усіх рівнів, зокрема:
- 35 державних і 36 приватних початкових шкіл
- 30 державних і 17 приватних середніх шкіл
- 6 державних і 29 приватних базових середніх
- 5 державних технічних шкіл
- Національний університет Кільмеса, який було засновано 1989 року і який розпочав навчальну діяльність 1991 року. Він пропонує навчання на 8 спеціальностях, налічує 6500 студентів

## Транспорт
До Кільмеса доходять кілька маршрутів громадського транспорту Буенос-Айреса. Крім того, тут знаходиться залізнична станція залізниці імені генерала Роки.

## Географія
Кільмес розташований на півдні Великого Буенос-Айреса (Південна Зона, Друге кільце) у східній частині однойменного округу. Округ Кільмес є одним з 14 повністю урбанізованих округів Великого Буенос-Айреса Межує з округами Авельянеда і Ланус на північному заході, Ломас-де-Самора й Альміранте-Браун на південному заході, Флоренсіо-Варела і Берасатегі на південному сході, з річкою Ла-Плата на північному сході.
Кільмес розташований на берегах річки у рівнинній місцевості на невеликій висоті над рівнем моря, через що часто страждає від підтоплень.
Клімат Кільмеса помірний і вологий, практично ідентичний до клімату Буенос-Айреса, але трохи прохолодніший. Середня температура січня 25 °C, липня 11 °C. Влітку температура може сягати +35 °C, взимку — 2 °C. Середня річна кількість опадів 1000 мм.
У Кільмесі переважають такі вітри:
- Памперо з південного заходу, дуже холодний та сухий, переважає у червні
- південно-східний Судестада, переважає у квітні і жовтні, прохолодний і дуже вологий, часто приносить опади, які провокують підтоплення[3]
- у решту місяців переважають східні та північно-східні вітри

| Клімат Кільмеса                                                          | Клімат Кільмеса | Клімат Кільмеса | Клімат Кільмеса | Клімат Кільмеса | Клімат Кільмеса | Клімат Кільмеса | Клімат Кільмеса | Клімат Кільмеса | Клімат Кільмеса | Клімат Кільмеса | Клімат Кільмеса | Клімат Кільмеса | Клімат Кільмеса |
| Показник                                                                 | Січ.            | Лют.            | Бер.            | Квіт.           | Трав.           | Черв.           | Лип.            | Серп.           | Вер.            | Жовт.           | Лист.           | Груд.           | Рік             |
| Абсолютний максимум, °C                                                  | 37,7            | 35,1            | 33,3            | 29,6            | 27,4            | 18,7            | 20,1            | 30,3            | 23,8            | 32,4            | 32,3            | 32,3            | 29,4            |
| Середній максимум, °C                                                    | 31,2            | 29,9            | 28,0            | 24,5            | 20,1            | 15,2            | 14,5            | 19,2            | 17,9            | 22,8            | 26,5            | 27,9            | 23,1            |
| Середня температура, °C                                                  | 25,0            | 24,2            | 23,2            | 18,9            | 15,4            | 10,9            | 10,1            | 14,3            | 13,3            | 17,5            | 21,1            | 22,5            | 18,0            |
| Середній мінімум, °C                                                     | 20,4            | 19,8            | 19,2            | 14,4            | 11,7            | 7,4             | 6,4             | 10,3            | 9,5             | 12,8            | 16,7            | 18,2            | 13,9            |
| Абсолютний мінімум, °C                                                   | 13,4            | 14,4            | 13,4            | 7,6             | 4,9             | 1,1             | 1,3             | 4,5             | 2,4             | 7,1             | 10,7            | 11,5            | 7,7             |
| Норма опадів, мм                                                         | 37.2            | 153.0           | 124.7           | 29.9            | 41.1            | 18.3            | 109.2           | 25.8            | 110.7           | 154.7           | 174.6           | 153.6           | 1132.8          |
| ------------------------------------------------------------------------ | --------------- | --------------- | --------------- | --------------- | --------------- | --------------- | --------------- | --------------- | --------------- | --------------- | --------------- | --------------- | --------------- |
| Джерело: http://www.climasurgba.com.ar/index.php?accion=tablaAnio&anio=9 |                 |                 |                 |                 |                 |                 |                 |                 |                 |                 |                 |                 |                 |

## Спорт

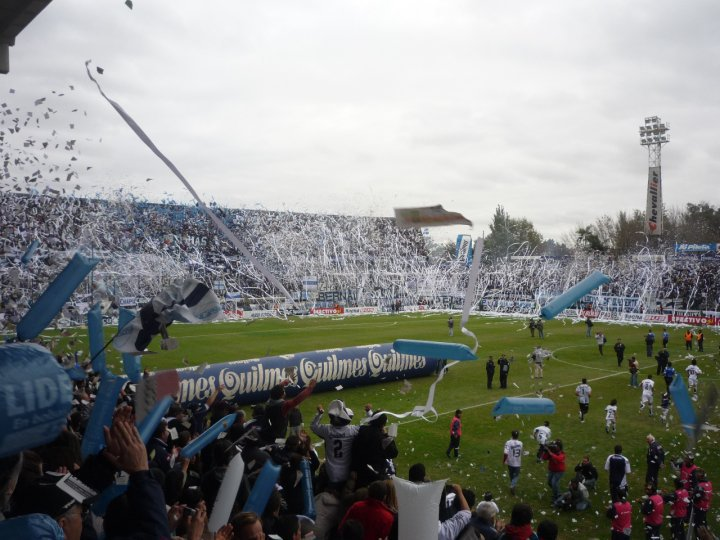
Вболівальники «Кільмеса»

Кільмес має дві професійні футбольні команди:
- «Кільмес» (ісп. Quilmes Atlético Club), яка грає у першому дивізіоні, дворазовий чемпіон Аргентини (1912 і 1978)
- «Архентіно» (ісп. Club Atlético Argentino de Quilmes), який грає у п'ятому дивізіоні

СК «Кільмес» також має чоловічу і жіночу хокейні команди, які грають у першій лізі. Чоловіча команда є 15-разовим чемпіоном Аргентини, а жіноча - 17-разовим.
Крім того, Кальмес має дві регбійні команди: «Ateneo Cultural y Deportivo Don Bosco» і «Círculo Universitario de Quilmes».
Крім цього, у Кільмесі існує 35 аматорських спортивних команд і 42 стадіони.